# 小野義雄
小野 義雄（おの よしお、1944年2月13日 - 2025年5月31日）は、日本のジャーナリスト。元産経新聞警視庁担当記者、元警察大学校非常勤講師。宮城県出身。
2007年、警察官小山金七の活躍を描いたノンフィクション『警視庁取調官 落としの金七事件簿』を発表。この作品は2010年にドラマ化されている。

## 略歴
- 1969年、産経新聞入社
- 1975年、連続企業爆破事件犯人の大道寺将司が逮捕される場面をスクープ撮影し、東京写真記者協会賞の一般ニュース部門を受賞[1]。
- 1996年、警察庁担当
- 2004年、定年退職
- 2004年 - 2009年、警察大学校非常勤講師
- 2025年5月31日、心不全のため死去[1]。81歳没。

## 主な著書
- 落としの金七事件簿 名刑事が遺した熱き捜査魂（産経新聞出版、2007年）
  - （普及版）落としの金七事件簿 警視庁取調官（産経新聞出版、2010年）
- 日本警察が潰れた日（産経新聞出版、2010年）
- 公安を敗北させた男 国松長官狙撃事件（産経新聞出版、2011年）